# John Abbott (skådespelare)
John Abbott, född 5 juni 1905 i London, England, död 24 maj 1996 i Los Angeles, Kalifornien, var en brittisk skådespelare.
Abott scendebuterade 1934. På 1940-talet kom han till USA och blev karaktärsskådespelare i Hollywoodfilmer, samt gjorde roller på Broadway och för amerikansk TV.

## Filmografi i urval
| År   | Titel                        | Notering |
| ---- | ---------------------------- | -------- |
| 1937 | Spionen från Balkan          |          |
| 1940 | Tio dagar i Paris            |          |
| 1942 | Mrs. Miniver                 |          |
| 1942 | I skuggan av katedralen      |          |
| 1943 | Vi spioner                   |          |
| 1944 | Storsvindlaren Dimitrios     |          |
| 1944 | En sällsam bekännelse        |          |
| 1944 | Kjolfeber                    |          |
| 1945 | Förföljd till Alger          |          |
| 1945 | Aladdins Äventyr             |          |
| 1945 | Högt spel i Saratoga         |          |
| 1946 | Humoresque                   |          |
| 1946 | Den vita lögnen              |          |
| 1947 | Spindelnätet                 |          |
| 1947 | Inspiration                  |          |
| 1949 | Madame Bovary                |          |
| 1952 | Glada änkan                  |          |
| 1958 | Gigi, ett lättfärdigt stycke |          |
| 1965 | Mannen från Nasaret          |          |
| 1966 | Högt spel i Orienten         |          |
| 1967 | Djungelboken                 | Röst     |
| 1976 | Sherlock Holmes i New York   | TV-film  |